# 泉州公交706路
泉州公交706路是中华人民共和国泉州市境内的一条公共交通线路，全程22.5公里。起讫点为梅岭村至八仙过海水世界，运营时间为梅岭村：6:30-17:40；八仙过海水世界：7:10-18:30

## 历史
- 2015年12月10日，泉州公交发展有限公司（公交集团前身）发布开通706路的通知[2][3]

- 2015年12月15日，泉州公交开通706路。初期运行区间为梅岭村-群青村委。初期运营时间为梅岭村6:30-17:40、群青村委7:10-18:30，使用车辆为2部西虎QAC6600NG5型LNG空调小巴[4][5]

- 2016年5月，706路增加一部自707路退下的QAC6600NG5

- 2016年7月9日，受台风尼伯特的影响，706路停运一日，次日恢复[6]

- 2016年9月15日，受台风莫兰蒂的影响，706路再次停运一日并于次日恢复运营

- 2017年6月20日，台商公交中心枢纽站正式启用。706路取消途径群青村委，改为至台商公交中心枢纽站始发终到。[7]

- 2018年6月1日，706路与702路合并为新706路，并由台商公交中心枢纽站延伸至井头村始发终到，运营时间调整为梅岭村6:30-17:40，井头村7:10-18:30，票价不变[8]，并增加自702路退下的2部西虎QAC6100NG5-1型LNG空调公交车

- 2018年8月21日，706路全线更换为8部中车时代TEG6851BEV09型空调电动巴士，原配4部QAC6100NG5-1、QAC6600NG5退下封存，配车数增加至8部[9]

- 2019年9月10日，因501路更新车辆需要，706路退下2部封存车QAC6600NG5至501路，配车数不变。

- 2020年1月26日，为配合惠安县交通局及台投区规划建设与交通局关于新型冠状病毒肺炎防控要求。706路自当日14:00起暂停运行至2月17日。[10][11]

- 2020年2月18日，706路恢复运营

- 2020年7月1日，因K20路开通需要，台投公司抽调706路1部TEG6851BEV09至K20路运行，706路配车数降为7部。

- 2020年7月8日，因八仙过海乐园一期开业后交通接驳需要，706路自当日起取消途经井头村，改为途经海伦路、海湾大道至八仙过海水世界始发终到。运营时间、票价不变[12]

- 2021年2月1日，706路全线更换为8部福田BJ6650EVCA-8型空调电动巴士，原配7部TEG6851BEV09封存至6月28日，并于6月29日起用以开通K507路，配车数恢复为8部。[13]

- 2021年9月13日，应台商投资区疫情应急指挥部要求。自当日16:20起，706路暂停运营至9月30日。[14]

- 2021年10月1日，706路自该日起恢复运营。同日起，受杏秀路改造影响，706路取消途径杏秀路台投区管委会至海丝公园东门段。改为途径滨湖南路、滨湖东路、东西大道至后西街后原线行驶。[15]

- 2021年11月1日，706路恢复途径杏秀路台投区管委会至海丝公园东门段。取消途径滨湖南路、滨湖东路、东西大道

- 2022年3月16日，因疫情防控要求暂停中心市区范围内所有公交线路运营。706路自当日首班起再次暂停运营至4月18日。[16]

- 2022年4月19日，706路再次恢复运营。[17]

- 2023年9月27日，因707路恢复开行需要，台投公司抽调706路2部BJ6650EVCA-8加入707路运营。706路配车数降为6部。

## 站点
| 路线 | 路线 | 路线 | 所在地区、街道 | 所在地区、街道   | 站点名         | 备注            |
| ---- | ---- | ---- | -------------- | ---------------- | -------------- | --------------- |
|      |      |      | 台投区         | X307             | 梅岭村         | 起讫站          |
|      |      |      | 台投区         | X307             | 饶厝村         |                 |
|      |      |      | 台投区         | X307             | 前桥村         |                 |
|      |      |      | 台投区         | 洛阳大道 324国道 | 口坑村         |                 |
|      |      |      | 台投区         | 杏秀路           | 杏田村         | 杏田公交站      |
|      |      |      | 台投区         | 杏秀路           | 锦厝村         |                 |
|      |      |      | 台投区         | 杏秀路           | 玉坂村         |                 |
|      |      |      | 台投区         | 东园街           | 惠南华侨医院   |                 |
|      |      |      | 台投区         | 东园街           | 东园镇政府     |                 |
|      |      |      | 台投区         | 东园街           | 东园村         |                 |
|      |      |      | 台投区         | 后西街           | 新街中段       |                 |
|      |      |      | 台投区         | 后西街           | 洛秀幼儿园     |                 |
|      |      |      | 台投区         | 杏秀路           | 海丝公园东门   | 原名 亚艺园东门 |
|      |      |      | 台投区         | 杏秀路           | 学堂北街口     | 原名 弘润医院   |
|      |      |      | 台投区         | 杏秀路           | 台投区管委会   |                 |
|      |      |      | 台投区         | 杏秀路           | 联翔西路口     |                 |
|      |      |      | 台投区         | 杏秀路           | 黄岭村         |                 |
|      |      |      | 台投区         | 杏秀路           | 山紫阳村       |                 |
|      |      |      | 台投区         | 黄港路           | 精品园二期     |                 |
|      |      |      | 台投区         | 黄港路           | 下垵村         |                 |
|      |      |      | 台投区         | 南山路           | 南山路西段     |                 |
|      |      |      | 台投区         | 南山路           | 旧台商公安分局 |                 |
|      |      |      | 台投区         | 南山路           | 南山路东段     |                 |
|      |      |      | 台投区         | 海仑路           | 玉前村         |                 |
|      |      |      | 台投区         | 海湾大道         | 八仙过海水世界 | 起迄站          |

## 票价
706路计价方式为一票制，票价¥2.0。
- 泉通卡普通卡9折，月票卡乘坐刷1次。敬老卡、爱心卡有效
- 可使用泉城通APP及支付宝、云闪付、微信乘车码支付

## 配车
706路配车数总计6部，其中：
- 福田BJ6650EVCA-8 6部

- 西虎QAC6600NG5
（2015.12 - 2018.8）
- 中车时代TEG6851BEV09
（2018.8 - 2021.1）
- 福田BJ6650EVCA-8
（2021.2 - ）

## 相关
- 泉州公交线路列表
- 泉州公交702路